# Боденштейн, Макс
Макс Эрнст Август Боденштейн (нем. Max Ernst August Bodenstein; 15 июля 1871, Магдебург — 3 сентября 1942, Берлин) — немецкий химик и физик, известный по своим работам в области химической кинетики. Он был первым человеком, сформулировавшим идею существования цепной реакции.
В 1889 году поступил в Гейдельбергский университет, где изучал физическую и органическую химию. В 1893 году защитил докторскую диссертацию о поведении иодистого водорода при высоких температурах (реакцию образования и разложения иодистого водорода часто называют реакцией Боденштейна). В дальнейшем изучал формирование галогеноводородов и катализ в Берлинском техническом университете и фотохимические реакции в Геттингенском университете. Обнаружил неожиданно высокие квантовые выходы для некоторых газовых реакций, которые объяснил существованием химических цепей.
В 1899 году вернулся в Гейдельбергский университет и защитил хабилитационную диссертацию о реакциях газов в химической кинетике. В 1904 году стал почётным профессором физики и химии в Лейпцигском университете, в 1906 году доцентом и помощником директора физико-химического института в Берлинском университете. В 1908 году перешёл в Ганноверский университет, где стал профессором и директором электрохимического института, но в 1923 году вернулся в Берлинский университет и возглавил физико-химический институт. В 1924 году был избран членом академии Леопольдина. В 1936 году был награждён медалью Августа Вильгельма Гофмана от Германского химического общества.
Первым предложил в практических расчетах полагать равной нулю скорость изменения промежуточных веществ (метод стационарных концентраций Боденштейна).

## Роль Боденштейна в становлении теории разветвленных цепных реакций
«Эти наблюдения [о существовании концентрационных пределов воспламенения] в корне противоречили тогдашним представлениям, поскольку скорость реакции всегда падает плавно с расходованием компонентов и, казалось, нет никаких оснований для скачкообразной остановки реакции.
Насколько парадоксальными казались тогда эти наши результаты видно из критической заметки знаменитого ученого Боденштейна, возглавлявшего мировую химическую кинетику того времени. Он писал, что опыты Харитона ошибочны, и утверждал, что вследствие особенностей установки Харитона имел место диффузионный поток паров окислов фосфора из реакционного сосуда. […] Далее он писал, что Харитон и Вальта в своей статье пытаются восстановить представления о существовании так называемых „ложных“ равновесий, ошибочность которых была твердо доказана ещё в начале XX века многими тщательными исследованиями, в том числе его собственными. Поэтому эта статья также неправильна, как и все более ранние статьи такого рода. В заключение Боденштейн не советует никому заниматься этими безнадежными вопросами.
Критика Боденштейна показалась моим коллегам по Физико-техническому институту и даже сотрудникам моей лаборатории убедительной. И мне пришлось пережить немало неприятных часов. Не теряя времени, я занялся проверкой и продолжением работы Харитона, причем с некоторым численным уточнением подтвердил его результаты.
…

Моя работа была опубликована в 1927 г. Почти тотчас я получил письмо от Боденштейна, где он снимал свои возражения и признал наше открытие, а вскоре на съезде электрохимиков сделал это публично. Я очень благодарен профессору Боденштейну за его критику, без которой мы вряд ли продолжили бы работу Харитона, и за дальнейшую его систематическую поддержку моих работ в этой области.»— Семенов Н.Н. Самовоспламенение и цепные реакции // Успехи химии. - 1967. - Т. 36. - № 1. - С. 3-33..